# Dead Man Down
Dead Man Down er en amerikansk neo-noir kriminal-thriller skrevet af J.H. Wyman og instrueret af danske Niels Arden Oplev. I hovedrollerne medvirker Colin Farrell, Noomi Rapace, Dominic Cooper og Terrence Howard og blev udgivet den 8. marts, 2013. Dead Man Down var Oplev's første film siden Mænd der hader kvinder (film) (2009) hvor Rapace også medvirkede med musik af Jacob Groth.

## Rolleliste
- Colin Farrell som Victor/László Kerick
- Noomi Rapace som Beatrice Louzon
- Dominic Cooper som Darcy
- Terrence Howard som Alphonse Hoyt
- Isabelle Huppert som Maman Louzon
- Luis Da Silva som Terry
- Wade Barrett som Kilroy
- Franky G som Luco
- Declan Mulvey som Goff
- John Cenatiempo som Charles
- Roy James Wilson som Blotto
- Stephen Hill som Roland
- Aaron Vexler som Paul
- Accalia Quintana som Delphine
- James Biberi som Ilir
- F. Murray Abraham som Gregor
- Andrew Stewart-Jones som Harry
- William Zielinski som Alex
- Armand Somsante som Lon Gordon
- Raw Leiba som Harry's Jamaican #2